# Sokol (trem)

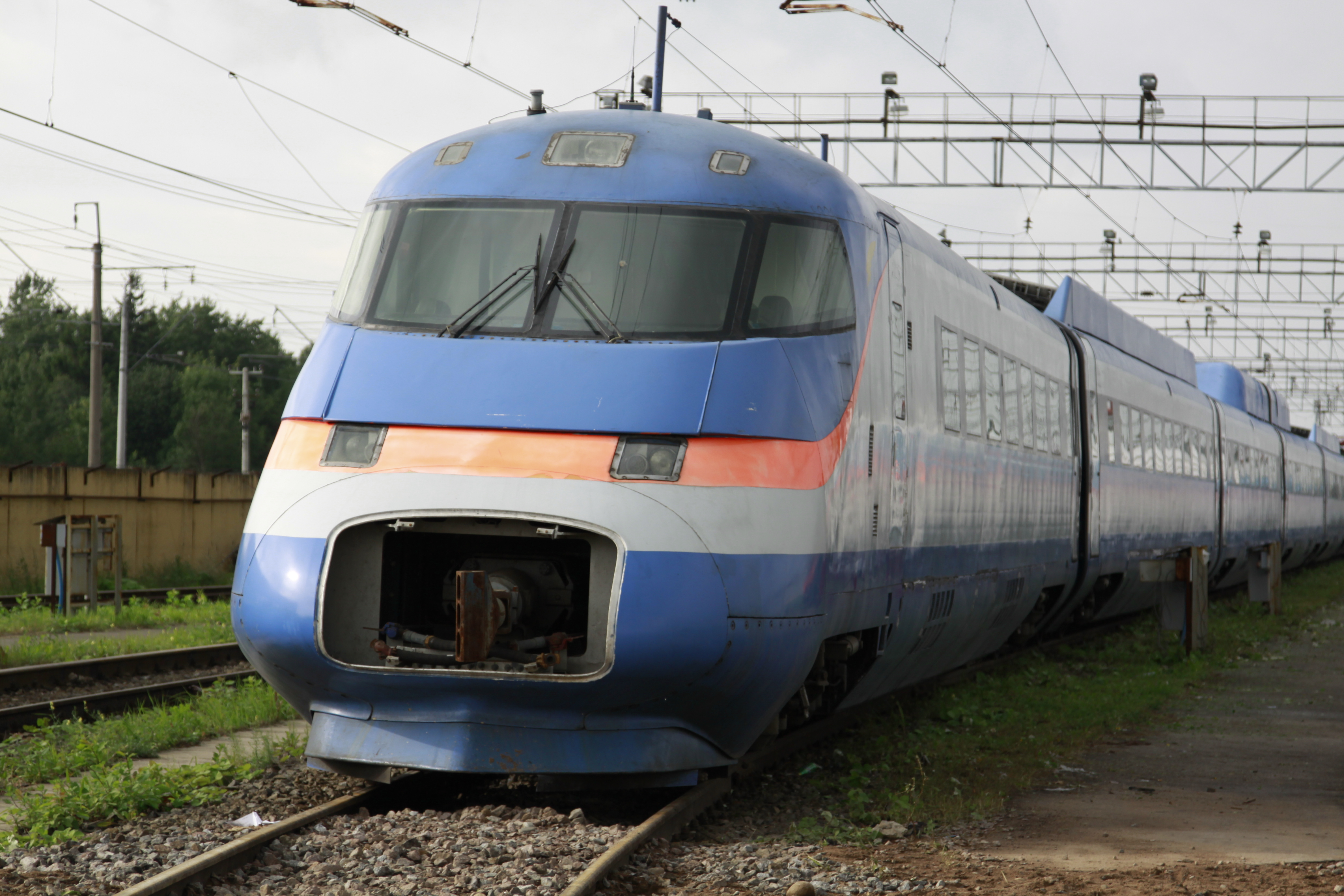
projeto do trem sokol

Sokol (Сокол, em russo para "falcão") foi um projeto de trem de alta velocidade na Rússia. Seria um sucessor do ER200 para o uso da rota de Moscow à São Petersburgo, e foi desenhado para operar em 250 km/h como velocidade de cruzeiro. Um protótipo foi construído em 2000 e testado pela Ferrovias Russas.

O projeto Sokol foi cancelado em 2002. Ao em vez do uso de uma composição baseado no Sokol, foram produzidas composições de alta velocidade chamadas de Sapsan, que foram baseadas no Siemens Velaro, produzidas pela Siemens na Alemanha. Os trens Sapsan estão operando a linha Moscou–São Petersburgo desde dezembro de 2009.